# Gibraltar Women’s Football League
Die Gibraltar Women’s Football League ist die höchste Spielklasse im Frauenfußball von Gibraltar. Nachdem es lange keinen organisierten Spielbetrieb gab, wird die Liga seit 2016 nun offiziell als Amateurwettbewerb vom Verband Gibraltars ausgerichtet.

## Geschichte
Erste Aufzeichnungen für Frauenfußball in Gibraltar stammen aus dem Jahr 1999, als mit Manchester 62 FC, Lions Gibraltar FC und Gibraltar United FC mindestens drei Mannschaften gegeneinander antraten. Vermutlich wurde die Saison jedoch nicht zu Ende gespielt.
Abgesehen von Schülerinnenwettbewerben und Hallenfußball-Turnieren fand in den frühen 2000er-Jahren wahrscheinlich kein Spielbetrieb statt. Seither wird in Gibraltar mit wenigen Ausnahmen jährlich eine Frauenfußball-Liga ausgespielt, allerdings lange Zeit nicht als organisierten Spielbetrieb, sondern mit einer variablen Anzahl von Mannschaften (zwei bis sieben) sowie verschiedenen Modi und Spielformen (teilweise auch als 5-gegen-5, 7-gegen-7 oder 9-gegen-9 auf kleinerem Spielfeld).
Erst seit der Saison 2016/17 betreibt die Gibraltar Football Association eine Women’s Football League, die aufgrund mangelnder Ressourcen und Strukturen im Verband aktuell noch Amateurstatus besitzt. Das bedeutet, dass die Liga nun nach den gültigen Fußballregeln organisiert ist, die Mannschaften aber nicht an internationalen Wettbewerben der UEFA (etwa der UEFA Women’s Champions League) teilnehmen können. Einzige Ausnahme ist der im Jahr 2021 gegründete Verein Gibraltar Wave FC, der einzige reine Frauenfußballverein in Gibraltar, der 2023 von der European Club Association den Status „aufstrebender Klub“ erhielt und seither bei seiner Professionalisierung unterstützt wird.
Im aktuellen Modus spielt jede Mannschaft dreimal pro Saison gegen jede andere. Alle Begegnungen der Gibraltar Women’s Football League werden im Victoria Stadium ausgetragen, das eine Kapazität von 5000 Plätzen besitzt.

## Teilnehmer 2023/24
- Lions Gibraltar FC
- Europa FC
- Lynx FC
- Hercules FC
- Gibraltar Wave FC

## Bisherige Meister
| Saison    | Meister                         | Vizemeister             |
| --------- | ------------------------------- | ----------------------- |
| 1999      | nicht beendet                   |                         |
| 2000/01   | Gibraltar United FC (1.)        | Lions Gibraltar FC      |
| 2001/02   | nicht ausgetragen               |                         |
| 2003 1    | Bishop Fitzgerald Middle School | St. Annes Middle School |
| 2004      | nicht ausgetragen               |                         |
| 2005 2    | Manchester 62 FC (1.)           | Gibraltar Wolves FC     |
| 2006 3    | Manchester 62 FC (2.)           | Gibraltar Wolves FC     |
| 2007      | St Joseph’s FC (1.)             | Manchester 62 FC        |
| 2007/08   | Manchester 62 FC (3.)           | St Joseph’s FC          |
| 2008/09   | nicht ausgetragen               |                         |
| 2009/10   | nicht beendet                   |                         |
| 2010/11   | Gibraltar United FC (2.)        | Manchester 62 FC        |
| 2011/12   | nicht ausgetragen               |                         |
| 2012/13   | Europa FC (1.)                  | Manchester 62 FC        |
| 2013/14 4 | Lions Gibraltar FC (1.)         | Manchester 62 FC        |
| 2014/15 4 | Lions Gibraltar FC (2.)         | Manchester 62 FC        |
| 2015/16 4 | Manchester 62 FC (4.)           | Lincoln Red Imps FC     |
| 2016/17   | Lincoln Red Imps FC (1.)        | Lions Gibraltar FC      |
| 2017/18   | Lincoln Red Imps FC (2.)        | Lions Gibraltar FC      |
| 2018/19   | Lincoln Red Imps FC (3.)        | Lions Gibraltar FC      |
| 2019/20   | Lincoln Red Imps FC (4.)        | Lions Gibraltar FC      |
| 2020/21   | Lions Gibraltar FC (3.)         | Europa FC               |
| 2021/22   | Lions Gibraltar FC (4.)         | Europa FC               |
| 2022/23   | Lions Gibraltar FC (5.)         | Europa FC               |
| 2023/24   | Lions Gibraltar FC (6.)         | Europa FC               |

(Quelle:; in Klammer die Anzahl der Meistertitel)

### Statistik
| Anzahl der Titel | Verein                          | Letzter Titel |
| ---------------- | ------------------------------- | ------------- |
| 6                | Lions Gibraltar FC              | 2023/24       |
| 4                | Lincoln Red Imps FC             | 2019/20       |
| 4                | Manchester 62 FC                | 2015/16       |
| 2                | Gibraltar United FC             | 2010/11       |
| 1                | Europa FC                       | 2012/13       |
| 1                | St Joseph’s FC                  | 2007          |
| 1                | Bishop Fitzgerald Middle School | 2003          |